# شقطساوية
الشقطساوية (الاسم العلمي: Chactini) هي قبيلة من العنكبوتيات تتبع فصيلة الشقطسية من الرتبة العقارب.

## أجناس الشقطساوية
- الشقطس